# آلن شكورو
آلن شكورو (ولد في 30 مارس 1981) هو لاعب كرة قدم بوسني متقاعد. يلعب كمهاجم وقد لعب 4 مباريات مع منتخب البوسنة والهرسك لكرة القدم.

## وصلات خارجية
- ALEN SKORO في Facebook (بالبوسنوية)
- آلن شكورو على موقع قاعدة بيانات كرة القدم.إي يو (الإنجليزية)
- آلن شكورو على موقع ناشيونال فوتبول تيمز (الإنجليزية)
- آلن شكورو على موقع Soccerway.com (الإنجليزية)
- آلن شكورو على موقع عالم كرة القدم.نت (الإنجليزية)
- Alen Škoro الشخصي في Nogometni ماغازين (بالكرواتية)